# Cercles
Cercles (trong tiếng Occitan Cercle) là một xã của Pháp, nằm ở tỉnh Dordogne trong vùng Aquitaine của Pháp. Xã này có diện tích 15,07 km2, dân số năm 2006 là 174 người. Xã nằm ở khu vực có độ cao trung bình 155 m trên mực nước biển.

## Hành chính
| Danh sách các xã trưởng                |                  |                  |                  |          |
| Giai đoạn                              | Giai đoạn        | Tên              | Đảng             | Tư cách  |
| 1995                                   | tháng 3 năm 2008 | Bernard Leneutre | -                | -        |
| tháng 3 năm 2008                       | đương nhiệm      | Francis Jarreton | không chính thức | nông dân |
| Tất cả các dữ liệu trước đây không rõ. |                  |                  |                  |          |

## Thông tin nhân khẩu
| Năm    | 1962 | 1968 | 1975 | 1982 | 1990 | 1999 | 2006 |
| ------ | ---- | ---- | ---- | ---- | ---- | ---- | ---- |
| Dân số | 218  | 231  | 183  | 187  | 207  | 173  | 174  |

==Liên kết ngoài==
- Cercles trên trang mạng của Viện địa lý quốc gia Lưu trữ ngày 13 tháng 3 năm 2007 tại Wayback Machine